# Michael Weiers
Michael Weiers (* 26. Dezember 1937 in Bernried am Starnberger See; † 17. Juli 2025) war ein deutscher Orientalist, Philologe und Historiker. Weiers lehrte von 1972 bis zu seiner Emeritierung 2003 als Professor an der Universität Bonn Sprach- und Kulturwissenschaft Zentralasiens und war Honorarprofessor an der Universität der Inneren Mongolei in Hohhot. Weiers veröffentlichte zahlreiche Aufsätze und Bücher zur Geschichte der Mongolen und der Mandschuren und hier besonders zur Quellenphilologie.

## Veröffentlichungen (Auswahl)
- Die Mongolen. Beiträge zu ihrer Geschichte und Kultur. Darmstadt Wissenschaftliche Buchgesellschaft 1986.
- Geschichte Chinas. Grundzüge einer politischen Landesgeschichte. Kohlhammer, Stuttgart 2009, ISBN 978-3-17-018872-3.
- Geschichte der Mongolen (= Kohlhammer-Urban-Taschenbücher 603). Kohlhammer, Stuttgart 2004, ISBN 3-17-017206-9.
- Die Sprache der Moghol der Provinz Herat in Afghanistan. (Sprachmaterial, Grammatik, Wortliste) (= Abhandlungen der Rheinisch-Westfälischen Akademie der Wissenschaften. Bd. 49 = Materialien zur Sprache und Literatur der Mongolen von Afghanistan. Bd. 1). Westdeutscher Verlag, Opladen 1972, ISBN 3-531-09049-6.
- Untersuchungen zu einer historischen Grammatik des präklassischen Mongolisch. Bonn 1965 (Bonn, Universität, Dissertation vom 22. Dezember 1965).